# Fleur Ouédraogo
Pour les articles homonymes, voir Ouedraogo.
Fleur Yéri Ouédraogo, connue sous son nom d'artiste Fleur, est une chanteuse burkinabé qui évolue dans le RnB et les styles musicaux du terroir burkinabé. Elle se fait connaître en 2015 en remportant le concours Airtel Trace Music Star au Kenya. 

## Biographie

### Enfance, formations et débuts
Fleur est née le  20 septembre 1993 à Ouagadougou au Burkina Faso. Dès l'enfance, elle a été bercée par la musique. Selon ses dires, tout bébé, elle cessait de pleurer dès qu’elle entendait de la musique. Elle fera ses premiers pas dans le mannequinat, avant de se lancer dans la musique.

### Carrière
Fleur participe à la compétition de Faso Académie en 2010. Elle est révélée au grand public à la suite de sa victoire au concours Airtel Trace Music Star en 2015, au Kenya. Ce concours lui permet de mettre en avant sa puissance vocale. En 2016, elle sort son premier album intitulé Premiers pas. 
Très polyvalente, elle s’est également essayée dans le cinéma. Ce talent n’est cependant pas très connu. Nous retenons son passage dans le film camerounais «Aissa» en tant qu’actrice. Ce film  invite les jeunes à la persévérance en vue de réaliser leur rêve. Fleur anime plusieurs scènes musicales au Burkina. Elle participe au projet "Nos voix pour la paix" avec des artistes comme Alif Naaba. Et, participe à la scène des REMA lors de la 3e éditions en 2020

## Discographies

### Album
- 2018: Premier pas[4]

### Single
- Vive les marier [5]
- Posément [4]
- Bo Yaam[6]
- Rasta[7]
- Chéri coco
- Sougri[8]
- Côté plaijouir
- Kélémambe
- Joli Joli
- Bi neere
- Histoire
- M'nonga

## Featuring
- Donnant donnant et AMZY
- African show avec smarty
- Nos voix pour la paix[9],[10]

## Distinctions
- 2015: Airtel Trace Music Star[5]

## Vie privée
Fleur est mère d’un garçon